# Юність (новела)
«Юність»  (англ. Youth) — науково-фантастична новела американського письменника Айзека Азімова, вперше опублікована у травні 1952 року в журналі Space Science Fiction. Увійшла до збірки «Марсіанський шлях та інші історії» (1955).

## Сюжет
Скіпка — син Астронома, вони із батьком гостюють у маєтку Промисловця. Рудий, син Промисловця, знайшов двох невідомих тварин і повідомляє Скіпці свою мрію: виступати з ними у цирку.
Астроном розповідає Промисловцю, що він мав телепатичний контакт із прибульцями, які хочуть залучити їхній світ до міжпланетної торгівлі. Це було б корисно, оскільки, після ядерної війни стара цивілізація була знищена і світ занепадає.
Прибульці вчасно не з'являються і Астроном та Промисловець починають їх розшукувати. Вони знаходять маленький космічний корабель із мертвими тілами прибульців і приходять до думки, що всі прибульці загинули в цьому кораблі.
Випадково вони дізнаються, що Рудий тримає вдома у клітці двох дивних тварин, і здогадуються, що насправді то і є їх прибульці.
Прибульці: Дослідник і Торговець розповідають Промисловцю, що дозволили себе ув'язнити, оскільки не хотіли завдавати шкоди хлопцям. Вражений Промисловець погоджується співпрацювати з ними.
Прибульці лагодять свій корабель і вирушають додому.
У розмові між собою Торговець запитує, чому Рудий плакав при прощанні. Дослідник відповідає, що хлопець утратив нагоду виступити з ними у цирку. Це обурює Торговця, а Дослідник пояснює, що він теж би так вчинив, якби зустрів на Землі таку потвору як Рудий — з шістьма ногами та червоними щупальцями.
Українською оповідання виходило під назвою «Молодість» у перекладі Лариси Боженко (збірка «Колиска на орбіті», 1983) та «Юність» у перекладі Людмили Бутенко (збірка «Кінець вічності», 1990).